# Дзиваев, Анатолий Гаврилович
Анатолий Гаврилович Дзива́ев (28 мая 1946, Дзауджикау, Северо-Осетинская АССР — 17 ноября 2016, Москва) — советский и русский актёр театра, кино и озвучивания, театральный режиссёр. Заслуженный деятель искусств Российской Федерации (1997). Один из рекордсменов по количеству исполненной роли Сталина в русских художественных фильмах и телевизионных сериалах — 9.

## Биография
Родился 28 мая 1946 года в Дзауджикау. В 1970 году окончил актёрский факультет ГИТИСа (мастерская Н. Пажитнова и В. И. Цыганкова), в 1979 году там же — режиссёрский факультет (мастерская И. М. Туманова).
Играл во Владикавказе в Северо-Осетинском академическом театре им. В. Тхапсаева и Русском драматическом театре им. Е. Вахтангова. Руководил конно-драматическим театром «Нарты» во Владикавказе.
Поставил несколько спектаклей как режиссёр: «Загнанная лошадь» Ф. Саган (Московский драматический театр им. Гоголя), «Отверженный ангел» Ш. Джикаева, «Король Лир» У. Шекспира, «Костыль для лондонского квартала» В. Гутнова (Северо-Осетинский академический театр им. В. Тхапсаева) и ряд других.
С 2002 года работал в труппе Московского театра п/р А. Джигарханяна.
Скончался в Москве на 71-м году жизни 16 ноября 2016 года. 
Гражданская панихида состоялась 19 ноября 2016 года в Осетинском театре, отпевание прошло в Свято-Георгиевском кафедральном соборе Владикавказа. Похоронен на Гизельском кладбище в родном Владикавказе.

## Награды и звания
- Заслуженный деятель искусств Российской Федерации (1997).
- Народный артист Республики Северная Осетия — Алания.
- Орден Почёта (24.04.2009)[5].
- Лауреат Государственной премии Северной Осетии им. К. Хетагурова.

## Творчество

### Работы в театре

#### Северо-Осетинский академический театр
- «Ревизор» (Хлестаков; Бобчинский) — реж. М. Цихиев
- «Учитель танцев» (Альдемаро) — реж. А. Гутьерес
- «Мещане» (Петр) — реж. Н. Ковшов
- «Виндзорские проказницы» (Пистоль) — реж. Г. Хугаев
- «Честь отцов» (Курьер) — реж. Г. Хугаев
- «Гамлет» (Гамлет) — реж. Г. Хугаев
- «Мона Ванна» (Принчевалле) — реж. А. Рафиков
- «Костыль для лондонского квартала» — режиссёр

#### Русский драматический театр им. Е. Вахтахнгова
- «Правда памяти» — режиссёр
- «Коня диктатору!» Мустай Карим (реж. В. Чернядев) — Диктатор

#### Московский драматический театр п/р А. Джигарханяна
- «Фугас» (Юрий Глебыч) — реж. Ю. Клепиков, П. Ступин
- «Пороховая бочка» (Дмитрий) — реж. К. Азарян
- «Возвращение домой» (Макс) — реж. С. Газаров
- «Дом Бернарды Альбы» Ф. Г. Лорки — режиссёр

#### Театр имени Вахтангова
- «Пристань» — режиссёр

### Фильмография
1. 1970 — Море в огне — Терзян
2. 1970 — Чермен — Дзиу, друг Чермена (дублирует А. Сафонов)
3. 1979 — По следам Карабаира — Манаф
4. 1980 — Кольцо старого шейха — Манаф
5. 1984 — И оглянулся путник — Заур
6. 2004 — Дальнобойщики 2 (2-я серия «Сель») — Муса
7. 2004 — На углу, у Патриарших-4 — Вахтанг
8. 2004 — Одинокое небо — Вазген
9. 2005 — Казус Кукоцкого — Гасан (нет в титрах)
10. 2005 — Тайная стража — Дадашев-старший
11. 2005 — Умножающий печаль — Башкир
12. 2006 — Врачебная тайна — Гамрикели
13. 2006 — Громовы — Лёня Красноярский
14. 2006 — Острог. Дело Фёдора Сеченова
15. 2006 — Прорыв — проводник Резван
16. 2007 — 40 — бомж «Гудрон»
17. 2008 — Безымянная — одна женщина в Берлине — лейтенант Советской армии, грузин-весельчак
18. 2008 — Знахарь — мулла, дедушка Рамиля
19. 2008 — Криминальное видео (1 фильм «Привидение, которое возвращается»; 2 фильм «Сенсация») — Шеффер
20. 2008 — Убийство в дачный сезон — эпизод
21. 2008 — Я — телохранитель («Старые счёты», «Заказ на олигарха») — Шалва
22. 2009 — Видримасгор, или История моего космоса — Лорик Ефимович
23. 2009 — Похороните меня за плинтусом — грузин в кафе
24. 2009 — Земля обетованная от Иосифа Сталина — Сталин
25. 2009 — Солдаты-16. Дембель неизбежен — дедушка
26. 2010 — Банды — Мераб Васильевич Тапурия, оперативник
27. 2010 — Дворик — дед Бахыд
28. 2010 — Женские мечты о дальних странах — Малхаз Михайлович Кунцария, криминальный авторитет
29. 2010 — Тухачевский. Заговор маршала — Сталин
30. 2010 — Берия. Проигрыш — Сталин
31. 2010 — Черкизона. Одноразовые люди — Ахмат, хозяин ресторана
32. 2011 — Жизнь и приключения Мишки Япончика — полковник Николай Никифорович Геловани, оберполицмейстер
33. 2011 — Жуков — Сталин
34. 2011 — Казнокрады (Фильм № 4 «Трофейное дело») — Сталин
35. 2011 — Самый лучший фильм 3-ДЭ — киноакадемик
36. 2011 — Товарищи полицейские (20-я серия Тухлое дело. «Мошенники») — Гай Рафаилович Мамедов, предприниматель
37. 2011 — И примкнувший к ним Шепилов — голос Сталина (озвучивание)
38. 2012 — Второе восстание Спартака — Сталин
39. 2013 — Торговый центр — Ованес Маркарян
40. 2013 — Убить Сталина — Сталин
41. 2013 — Роковое наследство — Олег Михайлович Абаев (Абай)
42. 2013 — Сын отца народов (Россия, Украина, Беларусь) — Сталин
43. 2015 — Духless 2 (Россия, Украина, Беларусь) — Галактион, бомбила
44. 2015 — Истребители. Последний бой — нарком госбезопасности СССР Всеволод Николаевич Меркулов
45. 2016 — Тэли и Толи (№ 248) — батюшка
46. 2017 — Спящие — Зелимхан Ибрагимович
47. 2017 — Зорге — Сталин